# Malin Petersson
Malin Petersson, född 27 september 1973, är en svensk tidigare programpresentatör.
Malin Petersson arbetade som programpresentatör på SVT i slutet av 1990-talet. Tillsammans med Peter Harryson vann hon På spåret 1997. Hon arbetade även en period med dramaproduktion på SVT. Efter att hon slutat vid företaget flyttade hon till New York, där hon studerade public relations och arbetade som informatör för Roger Smith Hotel. Därefter flyttade Petersson till London där hon bland annat arbetade för Svenska handelskammaren. År 2002 inledde hon tre års studier i engelska vid University of Westminster.